# Attila Feri
Attila Feri (Târgu Mureș, Rumanía, 24 de septiembre de 1968) es un deportista húngaro que compitió en halterofilia.
Participó en tres Juegos Olímpicos de Verano, entre los años 1992 y 2004, obteniendo una medalla de bronce en Atlanta 1996, en la categoría de 70 kg, y el sexto lugar en Atenas 2004. Ganó dos medallas de bronce en el Campeonato Europeo de Halterofilia, en los años 1995 y 1999.

## Palmarés internacional
| Juegos Olímpicos   | Juegos Olímpicos         | Juegos Olímpicos  | Juegos Olímpicos |
| Año                | Lugar                    | Medalla           | Categoría        |
| ------------------ | ------------------------ | ----------------- | ---------------- |
| 1996               | Atlanta (Estados Unidos) | Medalla de bronce | 70 kg            |
| Campeonato Europeo |                          |                   |                  |
| Año                | Lugar                    | Medalla           | Categoría        |
| 1995               | Varsovia (Polonia)       | Medalla de bronce | 70 kg            |
| 2001               | Trenčín (Eslovaquia)     | Medalla de bronce | 77 kg            |